# Кяжна
Кяжна (на румънски: Chiajna) е село в Румъния, административен център на община Кяжна, Илфов. Намира се на 94 метра надморска височина. Според преброяването през 2011 г. е с население от 4511 души. Основно българи и румънци.
Българите се заселват в селото през 1806 – 1814 г. и през 1828 – 1834 г. Те са от Русенско – село Щръклево, село Червена вода и бившето село Черна, Сливенско, и Карнобатско. В периода 1910 – 1920 г. селото е било чисто българско и е имало 1740 българи. През 1917 г. в селото е имало 600 български къщи. Днес Кяжна се намира в западната част на Букурещ. Около 90% от жителите му имат български произход. Българският език е на мизийски диалект.